# Neolelaps flavipes
Neolelaps flavipes är en stekelart som beskrevs av William Harris Ashmead 1901. Neolelaps flavipes ingår i släktet Neolelaps och familjen puppglanssteklar. Inga underarter finns listade i Catalogue of Life.